# Benthophilus granulosus
Benthophilus granulosus és una espècie de peix de la família dels gòbids i de l'ordre dels perciformes.

## Morfologia
Els mascles poden assolir els 5,6 cm de longitud total.

## Distribució geogràfica
Es troba a la mar Càspia i al curs inferior del riu Volga.